# Estasandro
Estasandro (en griego antiguo: Στάσανδρος; vivió en el siglo IV a. C.) fue un general chipriota al servicio de Alejandro Magno. Tras la muerte de Alejandro, se convirtió en el sátrapa de Aria y Drangiana . Perdió el control de sus sátrapas después de ser derrotado por los antigónida en las Guerras de los Diádocos .

## Biografía
Estasandro nació en el Reino de Solos, en el siglo IV a. C. En el momento de su nacimiento, las diez ciudades-estado de Chipre eran estados vasallos del Imperio aqueménida (persa) que las había conquistado o bien en el 546 o en el 526. En mayo de 334, los aqueménidas entraron en conflicto con el Reino de Macedonia gobernado por Alejandro Magno . Los chipriotas y los fenicios formaron el núcleo de la armada persa en el Mediterráneo que constaba de 400 barcos. Al recibir la noticia de la devastadora derrota persa en la batalla de Issos, los reinos chipriotas se pasaron a los macedonios reuniéndose en Sidón a mediados de mayo de 332. Alejandro perdonó a los chipriotas debido a que su lealtad a los persas era una cuestión de coacción. Los chipriotas participaron en las numerosas conquistas de Alejandro a partir del Sitio de Tiro. Estasandro y su hermano Estasanor estaban entre los que entraron al servicio de Macedonia, convirtiéndose finalmente en los compañeros de Alejandro, un círculo íntimo de sus generales de mayor confianza. Su rápida promoción puede deberse al hecho de que pertenecían a la casa real de Solos.
Alejandro ordenó a Estasanor que arrestara a Arsaces, el sátrapa de Aria . En consecuencia, Estasanor asumió el poder en la satrapía. En 323, Alejandro murió y su imperio fue repartido entre sus generales. Como resultado del Pacto de Triparadiso en el año 321, Estasanor recibió las satrapías de Bactria y Sogdiano, mientras que Estasandro se hizo cargo de Aria y Drangiana . Durante el curso de las Guerras de los Diádocos se puso del lado de Éumenes contra Antígono I Monóftalmos. Fue derrotado por los antigónidas en la batalla de Gabiana. Antígono finalmente derrotó a Éumenes y sus aliados entregando las satrapías de Estasandro a Euito. Se desconoce la fecha de la muerte de Estasandro.

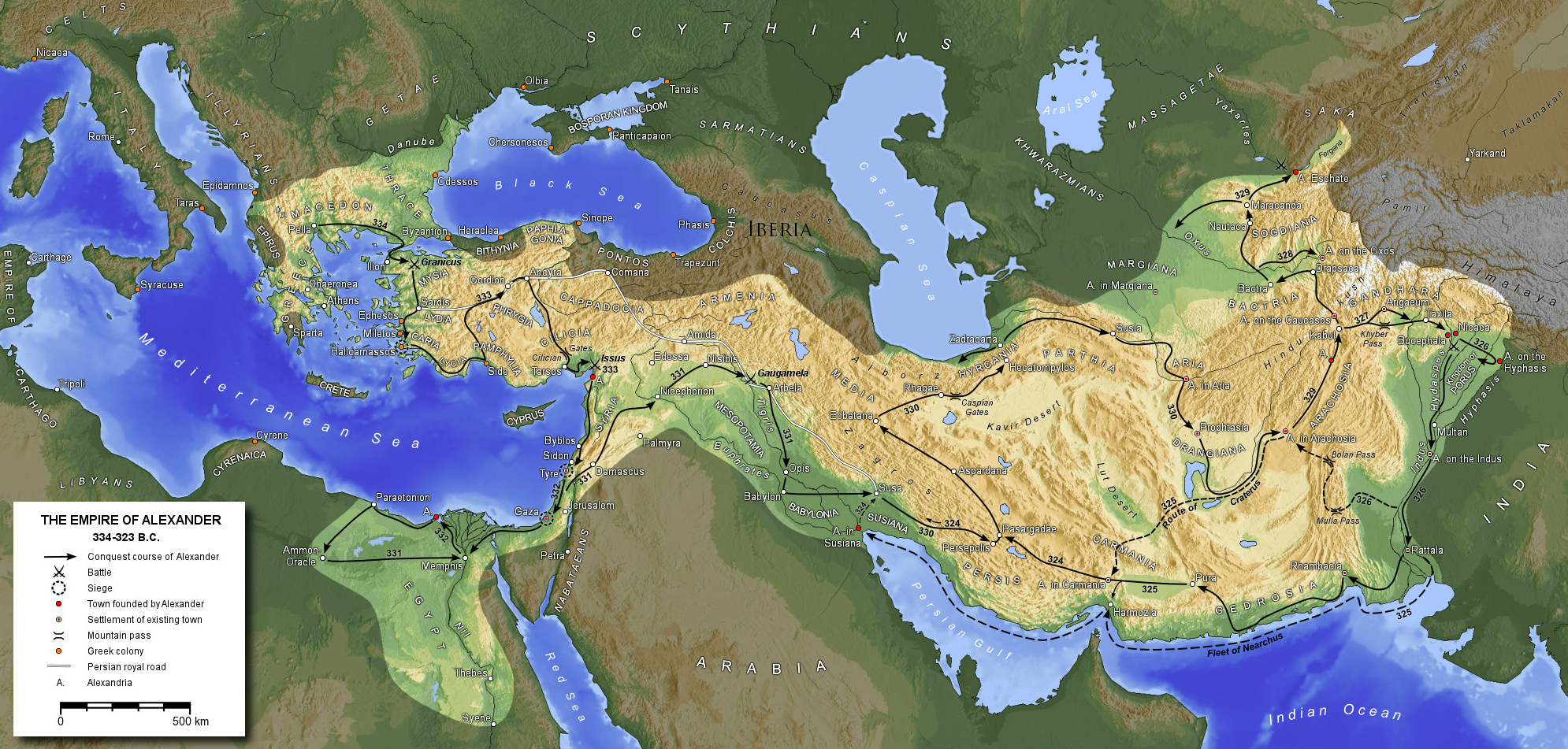
Mapa del imperio de Alejandro y sus conquistas.